# NGC 3146
NGC 3146 é uma galáxia espiral barrada (SBb) localizada na direcção da constelação de Hydra. Possui uma declinação de -20° 52' 15" e uma ascensão recta de 10 horas, 11 minutos e 09,8 segundos.
A galáxia NGC 3146 foi descoberta em 1886 por Ormond Stone.